# Mont-Ormel
Mont-Ormel è un comune francese di 60 abitanti situato nel dipartimento dell'Orne nella regione della Normandia.

## Società

### Evoluzione demografica
Abitanti censiti